# 894
| 894                |
| ------------------ |
| Dødsfald - Fødsler |
|                    |

| Gregoriansk kalender | 894 DCCCXCIV            |
| Ab urbe condita      | 1647                    |
| Armensk kalender     | 343 ԹՎ ՅԽԳ              |
| Kinesiske kalender   | 3590 – 3591 癸丑 – 甲寅 |
| Etiopisk kalender    | 886 – 887               |
| Jødisk kalender      | 4654 – 4655             |
| Hindukalendere       |                         |
| - Vikram Samvat      | 949 – 950               |
| - Shaka Samvat       | 816 – 817               |
| - Kali Yuga          | 3995 – 3996             |
| Iransk kalender      | 272 – 273               |
| Islamisk kalender    | 281 – 282               |

Se også 894 (tal)